# Monäs, Lovisa
Monäs är en udde i Finland.   Den ligger i den ekonomiska regionen  Lovisa  och landskapet Nyland, i den södra delen av landet, 80 km öster om huvudstaden Helsingfors.
Terrängen inåt land är mycket platt. Havet är nära Monäs söderut.  Närmaste större samhälle är Lovisa, 5,2 km nordväst om Monäs. 